# Silicomassilininae
Silicomassilininae es una subfamilia de foraminíferos bentónicos de la familia Ammomassilinidae, de la superfamilia Rzehakinoidea, del suborden Schlumbergerinina y del orden Schlumbergerinida. Su rango cronoestratigráfico abarca el Daniense (Paleoceno inferior).

## Discusión
Clasificaciones previas hubiesen incluido Silicomassilininae en el suborden Textulariina del orden Textulariida o en el orden Lituolida. Press, 93-102.</ref> También ha sido incluido en el suborden Rzehakinina y en el orden Rzehakinida, aunque estos taxones han sido considerados sinónimos posteriores de Schlumbergerinina y Schlumbergerinida respectivamente.

## Clasificación
Silicomassilininae incluye al siguiente género:
- Silicomassilina †